# В'язовець (Вілейський район)
В'язовець (біл. вёска Вязавец) — колишнє село в складі Вілейського району Мінської області, Білорусь. Село підпорядковане Довгинівській сільській раді, розташоване в північній частині області.
Місто було ліквідовано в 2018 рік

## Історія
У 1921–1945 роках застінок знаходилось у Польщі, у Вільнюській воєводстві, Вілейського повіту, гміні Довгиново.

## Населення
- 1921 рік - 62 осіб, 8 будинки[3].
- 1931 рік - 65 осіб, 11 будинки[4].